# Zur historischen Einheit von Russen und Ukrainern
Zur historischen Einheit von Russen und Ukrainern (russisch Об историческом единстве русских и украинцев Ob istoritscheskom edinstwe russkich i ukrainzew) ist ein Essay von Wladimir Putin, der im Juli 2021 auf der Website der russischen Regierung veröffentlicht wurde, ein halbes Jahr vor dem russischen Überfall auf die Ukraine im Februar 2022.

## Hintergrund
Das Essay erschien  am 12. Juli in russischer, ukrainischer und englischer Sprache, in einer Zeit es zu Eskalationen des seit 2014 bestehendes russisch-ukrainischen Kriegs,gegeben hatte Damit erschien auf der Website der russischen Regierung erstmals ein Dokument in ukrainischer Sprache. In dem etwa 7.000 Wörter langen Essay beschreibt Putin seine Sicht auf die Ukraine und die Ukrainer. Er stellt die Existenz der Ukraine als eigene Nation infrage und vertritt die Auffassung, dass die gegenwärtige Regierung des Landes von westlichen Verschwörungen gesteuert sei. Auf die Veröffentlichung des Essays folgte ein Interview, in dem Putin Fragen beantwortete. Er wiederholte zudem einige Thesen in einer Rede vor dem Waldai-Klub im Oktober 2021. Seit seiner Veröffentlichung ist der Aufsatz Teil des vorgeschriebenen Lehrplans für alle Angehörigen der russischen Streitkräfte.

## Inhalt
Putin streitet in seinem Essay die Existenz der Ukraine als einer unabhängigen Nation ab. Russen und Ukrainer seien gemeinsam mit den Belarussen ein Volk und gehörten zur historischen „dreieinigen russischen Nation“. Nach einem Blick auf die Geschichte Russlands und die Geschichte der Ukraine gelangt Putin zu der Schlussfolgerung, dass Russen und Ukrainer ein gemeinsames Erbe und Schicksal teilen.
Putin zufolge sind alle Unterschiede zwischen Russland und der Ukraine das Werk westlicher Mächte. Beginnend mit Polen im 16. Jahrhundert über die österreichisch-ungarische Monarchie im 19. Jahrhundert bis hin zur Europäischen Union und den Vereinigten Staaten in der Gegenwart haben sie nach Putins Darstellung die Ukraine regelmäßig gezwungen oder in die Irre geführt. In seiner Lesart ist Kiews prowestliche Einstellung nur die jüngste Form der externen Einmischung, die darauf abziele, Russland gegen sich selbst zu spalten. Der „erzwungene Identitätswechsel“ der immer noch russisch geprägten Bevölkerungsteile der Ukraine vor allem im Osten und Süden des Landes, schrieb Putin, sei „vergleichbar … mit dem Einsatz von Massenvernichtungswaffen gegen uns“. Die Ukrainer und die Ukraine seien ein natürlicher Teil Russlands und würden als eigenständiger Staat und eigenständige Bevölkerung nicht existieren.
Putins Worten nach hat Russland nach 1991 die Eigenständigkeit der Ukraine anerkannt und das junge Land mit Milliardensubventionen, etwa im Energiesektor, unterstützt. Der Verlust umfangreicher (groß-)russisch geprägter Gebiete wurde hingenommen und nicht thematisiert. Dies geschah jedoch unter der (vertraglich festgehaltenen) Prämisse der freundschaftlichen Beziehungen beider Staaten, der Gleichberechtigung der ethnischen Russen innerhalb der Ukraine und der Blockfreiheit des Landes. Mittlerweile werde die Ukraine jedoch als Ganzes gegen Russland instrumentalisiert, sodass Putin die Legitimität der gegenwärtigen Grenzen der Ukraine bezweifelt. Die heutige Ukraine liege, so die Darstellung Putins, auf historisch russischen Gebieten und ihre Grenzen seien ein Produkt externer Kräfte sowie administrativer und politischer Entscheidungen während der Sowjetunion. Der Aufsatz erwähnt auch einen Passus der sowjetischen Verfassung von 1924 (Kap. II, Art. 4), in dem es um das freie Recht der Sowjetrepubliken auf Austritt aus der Sowjetunion geht und den Putin als Zeitbombe für das Fundament der Staatlichkeit der Sowjetunion bezeichnet.
Er thematisiert auch den Krieg im Donbas und behauptet mit Verweis auf Kiews Isolationsmaßnahmen gegenüber dem Donbass, die den Maßnahmen von Minsk II entgegenstehen, dass Kiew den Donbass „einfach nicht braucht“.
Putin macht ausländische Intrigen und antirussische Verschwörungen für die Krise verantwortlich. Die Entscheidungen der ukrainischen Regierung seien getrieben von westlichen Verschwörungen und von „Anhängern von Bandera“. Putin schrieb in seinem Essay, dass westliche Kräfte die Ukraine in ein gefährliches geopolitisches Spiel hineingezogen hätten, das darauf abgezielt habe, die Ukraine in ein „Sprungbrett gegen Russland“ zu verwandeln. Die „wahre Souveränität“ der Ukraine sei nur in Partnerschaft mit Russland möglich. Zum Ende des Essays betont Putin die Rolle Russlands in gegenwärtigen ukrainischen Angelegenheiten.

## Reaktionen
Der Aufsatz wird weithin als imperialistisch und geschichtsrevisionistisch eingeordnet. Das Essay wurde sowohl außerhalb Russlands als auch von Teilen der russischen Opposition kritisiert.

### Ukrainische Reaktionen
Der ukrainische Präsident Wolodymyr Selenskyj kritisierte den Essay und verglich Putins Vorstellungen von der Bruderschaft der beiden Völker mit der Geschichte von Kain und Abel. Darauf angesprochen, äußerte er ironisch sein Erstaunen darüber, wie viel Zeit Putin für dieses Thema habe, und sagte, es wäre besser gewesen, wenn Putin die Zeit stattdessen für ein persönliches Treffen genutzt hätte. Der ehemalige Präsident Petro Poroschenko übte ebenfalls scharfe Kritik und beschrieb den Essay als Gegenstück zu Adolf Hitlers Sudetenland-Rede. Der ukrainische UN-Botschafter Serhiy Kyslytsia sagte, „Fabeln über das ‚eine Volk‘ […] wurden auf den Schlachtfeldern des Donbass widerlegt“.
Laut dem Institut der Geschichte der Ukraine bei der Nationalen Akademie der Wissenschaften der Ukraine stellt der Aufsatz die historischen Ansichten des Russischen Kaiserreichs dar. Der Weltkongress der Ukrainer verglich Putins Ansicht, die Ukraine sei „eine Nicht-Nation“, mit der Josef Stalins, unter dessen Herrschaft mindestens fünf Millionen Ukrainer während des Holodomor starben. Die Plattform Vox Ukraine beschrieb den Essay als eine „Mischung historischer Mythen, Lügen über die Krim, den Donbass und als Manipulation von ukrainischen ökonomischen Daten“.

### Internationale Reaktionen
In der Zeitschrift The Nation schrieb Anatol Lieven am 15. November 2021, Putin betone in seinem Essay teilweise richtig, teilweise unrichtig die engen historischen und kulturellen Bindungen zwischen Ukrainern und Russen. Er verurteile die Strategie des Westens, die Ukraine in einen bewaffneten Feind Russlands zu verwandeln. Putins Essay enthalte die starke implizite Drohung, den Donbass zu annektieren, wenn die Ukraine den Minsk-II-Plan nicht umsetze, so wie Russland 2014 die Krim annektiert habe.
Thomas Wright (The Atlantic) interpretierte am 10. Dezember 2021 das Bedrohungsszenario des Essays so, dass Putin „jetzt, in seinem dritten Jahrzehnt an der Macht“, gut glauben könnte, dass sich die Ukraine weiter von Russland entfernen werde, wenn er nicht entschlossen handele. Wright zitierte aus einem Bericht des Russischen Rates für internationale Angelegenheiten, wonach oberstes Ziel einer russischen Invasion die Eroberung der ukrainischen Hauptstadt, Abspaltung eines Teils der Ukraine entlang des Dnjepr und Verkündung eines zweiten ukrainischen Staates ist, der Russland gegenüber „freundlich“ ist.
Laut Nathan Hodge von CNN versucht Wladimir Putin in dem Essay Geschichte über die Unabhängigkeit der Ukraine umzuschreiben. So lasse Putin die Millionen Ukrainer unerwähnt, die 1991 im Referendum über die Unabhängigkeit der Ukraine mit überwältigender Mehrheit für die Unabhängigkeit stimmten. Hingegen sehe er die Ukraine als Instrument des Westens, um Russland zu schwächen. Dieselben Themen habe Putin bereits 2007 in seiner Rede auf der Münchner Sicherheitskonferenz kundgetan. Gemäß Hodge ist Putins historisches Gedächtnis ausgesprochen selektiv. Mit seinen Aussagen probiere Putin eine historische Rechtfertigung für einen erzwungenen Regierungswechsel in der Ukraine aus.
Das Carnegie Endowment for International Peace nannte den Essay ein „historisches, politisches und sicherheitsmäßiges Prädikat für eine Invasion der Ukraine“. Anders Åslund vom Stockholm Free World Forum bezeichnete den Aufsatz als „einen Schritt von einer Kriegserklärung entfernt“. Laut dem lettischen Journalisten Kristaps Andrejsons (Foreign Policy) ist der Aufsatz ein „Leitfaden zu den historischen Geschichten, die die Haltung Putins und vieler Russen prägen“.

### Reaktionen in Rumänien
In Rumänien sorgte ein Teil des Aufsatzes, demzufolge das Königreich Rumänien 1918 die geographische Region Bessarabien, die heute teilweise zur Ukraine gehört, „besetzt“ und sich nicht mit ihr vereinigt habe, für Empörung. Rumänische Medien wie Adevărul und Digi24 kommentierten und kritisierten Putins Aussagen. Auch in Bezug auf die nördliche Bukowina, ein weiteres ehemaliges rumänisches Gebiet, das heute zur Ukraine gehört, wurden Bemerkungen gemacht. Der rumänische Abgeordnete Alexandru Muraru entgegnete auf Putins Aufsatz, Bessarabien sei nicht besetzt, sondern „demokratischen Prozessen und historischen Realitäten“ folgend „wiedereingebunden“ und „wiedereingegliedert“ worden. Muraru äußerte sich auch zu Nordbukowina.

### Zustimmung im offiziellen Russland
Im Oktober 2021 stimmte der stellvertretende Vorsitzende des Sicherheitsrats, Dmitri Medwedew, in einem Artikel zur Ukraine Putins Essay zu und erklärte, dass es keine Verhandlungen mit der Ukraine geben werde, bevor die ukrainische Regierung ersetzt sei.
Wladislaw Surkow, der von 2013 bis 2020 persönlicher Berater von Putin war, veröffentlichte ebenfalls einen Artikel zur Ukraine und anderen ehemaligen Gebieten der Sowjetunion. In dem Artikel stellt er die Legitimität der westlichen Grenze Russlands (inklusive der Grenzen zur Ukraine und zu den baltischen Staaten) in Frage und argumentiert, dass Russland den „bösen Frieden“ beenden solle, durch den es an seine gegenwärtigen Grenzen gebunden sei.
Laut RBK Daily ist der Essay in der Liste der Werke enthalten, die von Angehörigen des russischen Militärs studiert werden müssen.

## Einordnung durch die Geschichtswissenschaft
Der Historiker Timothy Snyder beschrieb Putins Ideen als imperialistisch. Der britische Journalist Edward Lucas beschrieb sie als revisionistisch. Andrew Wilson und Peter Dickinson (Atlantic Council) äußerten, die russische Führung habe eine verdrehte Sichtweise auf die Ukraine und deren Geschichte.
Mark Galeotti merkte ironisch an, dass es ein „Fallstrick als Autokrat“ sei, dass niemand Putin sage, dass der Essay „keine gute Idee ist“. Sergei Radtschenko von der Johns Hopkins University nannte den Aufsatz „völlig geistesgestört“. Leonid Berschidski schrieb: „Geschichte ist ein Minenfeld und Putin, ein Amateur, tritt auf jede Mine, während er versucht, den Ukrainern zu sagen, dass ihre Staatlichkeit ein Unfall, ihr Widerstand gegen die russische Aggression zwecklos und ihr Schicksal als Volk untrennbar mit dem Russlands verbunden ist.“
Martin Schulze Wessels Hinweis, dass der Text „als Ankündigung einer weiteren militärischen Aggression gegen die Ukraine“ gelesen werden kann, hat sich durch den russischen Angriff auf die Ukraine im Februar 2022 bestätigt. Putins Geschichtsverständnis sei im 19. Jahrhundert verhaftet, er „legitimiert […] seine aggressive Ukraine-Politik mit dem alten imperial-russischen Narrativ der Wiederherstellung und Erhaltung der Einheit der ostslawischen orthodoxen Völker“. Obwohl Putin abstrakt die Wandelbarkeit von Gruppenidentitäten zugestehe, ziehe er daraus keine Schlussfolgerungen für die ukrainische Geschichte. Strukturelle Divergenzen zwischen Russland und der Ukraine sieht Schulze Wessel einerseits während der Zugehörigkeit ukrainischer Territorien zu Polen-Litauen im 16. Jahrhundert und andererseits in der jüngsten Zeitgeschichte. Nichts habe die Entwicklung der Ukraine als unabhängige Nation so befördert wie „die machtpolitischen Herausforderung durch Russland seit der Annexion der Krim“. Er sieht weiterhin in dem Essay Putins einen von vielen Beiträgen des russischen Präsidenten zu einem „hermetischen Diskurs, [der] keinen Widerspruch akzeptiert und imperiale Politik legitimiert.“ Während sich Putin als rationaler Historiker präsentiere, dessen Arbeit auf nachprüfbaren Quellen beruht, erschaffe er einen „geopolitische[n] Diskurs, der zu Machtphantasien einlädt, Feindschaft radikalisiert und einen dystopischen Zeithorizont schafft, der zum Handeln drängt“, kurzum einen „Diskurs des Krieges“.
Andreas Kappeler verweist darauf, dass Putins Essay aus zwei etwa gleich langen Teilen bestehe. Der erste Teil sei vermutlich von Historikern verfasst, folge im Wesentlichen der traditionellen Meistererzählung aus der Zarenzeit und stelle historische Fakten russisch-national geprägt dar. So interpretiere er die Besetzung einiger polnischer Gebiete im Rahmen des Hitler-Stalin-Paktes durch die Sowjetunion 1939 als eine Wiedervereinigung von Gebieten, die Polen 600 Jahre zuvor an sich gerissen habe, mit dem russischen Volk. Im zweiten Teil zeige sich Putin persönlich betroffen von der zunehmenden Russlandfeindlichkeit in der Ukraine, die für ihn als altgedienten Geheimdienstoffizier nur die Folge einer „Anti-Russland-Verschwörung“ des Westens sein kann. Kappeler verweist darauf, dass Putin den Hauptgrund dafür, nämlich die aggressive Politik Russlands mit der völkerrechtswidrigen Annexion der Krim und die bewaffnete Unterstützung der Separatisten im Donbass, nicht nennt.
Der Schweizer Slawist Ulrich Schmid nannte Putin einen „selbsternannten Chefhistoriker“ und wies auf die absichtlich verwendete religiöse Metaphorik hin. Russland sei „beraubt“ worden bei der Schaffung der Sowjetrepublik, was Putin als Verbrechen bezeichnete. Aus solchen Äußerungen spreche „der beleidigte grossrussische Nationalist, der weniger der Sowjetunion als dem Russischen Reich nachtrauert“, so eine Einschätzung in der NZZ. Oppositionell gesinnte russische Kommentatoren sähen im Aufsatz die „geistige Vorarbeit für eine neuerliche militärische Einmischung in der Ukraine“, was wiederum bei regimetreuen und nationalpatriotischen Kommentatoren und Politikern Frohlocken weckte: Endlich würde Putin das verlorene Territorium heimholen.
Klaus Gestwa warf Putin Geschichtsklitterung und das Vertreten von Verschwörungstheorien vor.